# NGC 63

Pisces IAU.svg

 إن جي سي 63 أو NGC 63 هي مجرة في كوكبة الحوت اكتشفت في 27 أغسطس 1865.

## روابط خارجية
- NGC 63 على موقع ويكي سكاي: DSS2, SDSS, GALEX, IRAS, Hydrogen α, X-Ray, Astrophoto, Sky Map, Articles and images